# Vasili Kuznetsov (político)
Vasili Vasílievich Kuznetsov (ruso: Василий Васильевич Кузнецов) (12 de febrero de 1901 – 5 de junio de 1990) fue un político soviético. Ejerció interinamente durante tres cortos periodos el cargo de Presidente del Presídium del Sóviet Supremo de la URSS: entre 1982 y 1983, en 1984 y en 1985. 
Kuznetsov nació en Sofílovka, óblast de Kostromá, Imperio ruso en 1901. Se unió al Partido Comunista de la Unión Soviética (PCUS) en mayo de 1927. Estudió ingeniería en Estados Unidos entre 1931 y 1933. Desde 1977 hasta su muerte fue miembro del Politburó del Comité Central del PCUS.

## Biografía

### Primeros años
Nació el 31 de enero de 1901 en el pueblo de Sofilovka, en la gobernación de Kostromá, entonces en el Imperio ruso, en el seno de una familia campesina. En 1915, ingresó a la escuela pedagógica  en el pueblo de Poretskoye, en la gobernación de Simbirsk, de donde se graduó en 1919. Entre 1920 y 1921 sirvió en el Ejército Rojo.
En 1926 se graduó del Instituto Politécnico de Leningrado. Desde noviembre de 1926 trabajó en la planta metalúrgica de Makeyevka, donde trabajó como ingeniero de investigación, subdirector y director. En 1927, se unió al PCUS. En 1931, se fue a estudiar a los Estados Unidos, en el Instituto Carnegie de Tecnología, donde estudió metalurgia. Desde diciembre de 1933, fue ingeniero superior y subdirector de laboratorio, y en 1936, fue director del laboratorio metalográfico en una fábrica del Óblast de Moscú. 

### Carrera política
Desde septiembre de 1937 trabajó en el Comisariado del Pueblo para la Industria Pesada de la Unión Soviética, donde fue jefe tecnológico del departamento técnico de Glavspetssal, así como subdirector e ingeniero jefe. 
En 1940 fue ascendido a vicepresidente del Comité Estatal de Planificación. Además fue miembro adjunto del Comité Estatal de Defensa. Desde 1944 hasta 1953 fue presidente del Consejo Central de Sindicatos de la Unión Soviética, y desde 1945, vicepresidente de la Federación Sindical Mundial.
Fue presidente del Sóviet de las Nacionalidades (una de las cámaras del Sóviet Supremo) desde el 12 de marzo de 1946 hasta el 12 de marzo de 1950. También fue diputado de dicha cámara en las II, III, IV, V, VI, VII, VIII, IX, X y XI convocatorias.
Entre 1946 y 1952 fue miembro del Orgburó del PCUS, y entre 1952 y 1989, del Comité Central. Además, fue miembro del Politburó de 1952 a 1953. 
Desde 1953 trabajó en el Ministerio de Asuntos Exteriores de la Unión Soviética, y ese mismo año fue embajador de la URSS en China. De 1955 a 1977 fue viceministro de Asuntos Exteriores. Después de la renuncia del Ministro de Asuntos Exteriores , Dmitri Shepílov, para ingresar a la secretaría del Comité Central del PCUS, Kuznetsov compitió contra Andréi Gromyko para el puesto de Ministro de Relaciones Exteriores de la URSS.
Kuznetsov contribuyó enormemente a la solución de la Crisis de los misiles en Cuba, en las negociaciones con China tras el conflicto fronterizo de la Isla de Damanski y la solución de la Crisis indo-pakistaní en 1971. Entre 1969 y 1970, encabezó a la delegación soviética en las negociaciones con la República Popular China sobre las cuestiones fronterizas. 
Fue candidato a miembro del Politburó del PCUS, y se desempeñó como Primer Vicepresidente del Presídium del Sóviet Supremo entre 1977 y 1986.
A principios de la década de 1980, fue presidente del Presídium del Sóviet Supremo, primero entre 1982 y 1983, luego en 1984 y finalmente entre 1985. Al momento de ser elegido para el cargo, Kuznetsov tenía 81, 83 y 84 años, respectivamente, lo que lo convierte en el presidente del Presídium más viejo en la historia de la URSS.

### Últimos años
Se jubiló en 1986. Falleció el 5 de junio de 1990. Fue enterrado en el Cementerio Novodévichi en Moscú.

## Familia
Kuznetsov se casó con Zoya Igumnova, candidata de ciencias históricas y decana de la facultad de historia en la Universidad Estatal de Moscú. Tuvieron cuatro hijos, Yera, Valeri, Elena y Aleksándr.

## Premios y condecoraciones
- Héroe del Trabajo Socialista (2, 1971 y 1981)
- Orden de Lenin (7, 1943, 1951, 1961, 1966, 1971, 1981 y 1986)
- Orden de la Revolución de Octubre
- Orden de la Bandera Roja del Trabajo
- Orden de la Estrella Roja
- Orden de la Insignia del Honor
- Premio Stalin de segundo grado
- Insignia de permanencia durante 50 años en el PCUS